# Ricardo Pernambuco
Ricardo Pernambuco foi um tenista brasileiro. Ele fez parte, ao lado de Ivo Simons, Nélson Cruz, Inácio Nogueira, Humberto Costa e Roberto Whately, da primeira Equipe Brasileira de Copa Davis. À época, o torneio se chamava Desafio Internacional de Tênis, e o Brasil foi desclassificado na final da Zona Americana pelos Estados Unidos.
É considerado o primeiro ídolo masculino do tenis brasileiro.
Em 1922, ele foi medalhista de ouro nos Jogos Olímpicos Latino-Americanos

## Conquistas
- Aberto de Tenis de Santos[5]: 1931, 1934